# Procrateria melanoleuca
Procrateria melanoleuca là một loài bướm đêm trong họ Noctuidae.